# Darren Star

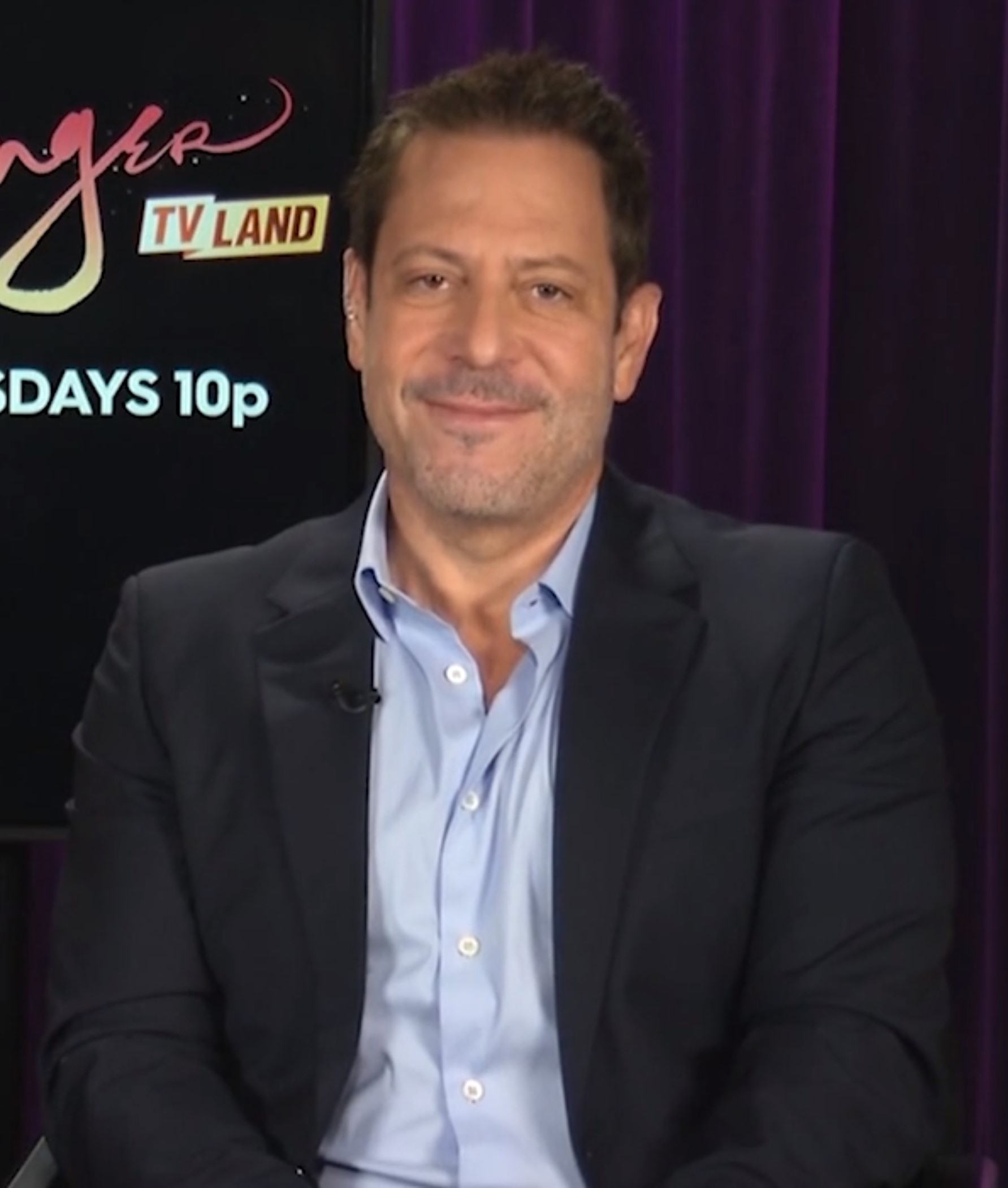
Darren Star, 2017

Darren Star (* 25. Juli 1961 in Potomac (Maryland)) ist ein US-amerikanischer Fernsehregisseur, Fernsehproduzent und Drehbuchautor.

## Karriere
Am bekanntesten ist er für seine Erfolgsserien Beverly Hills, 90210, Melrose Place, Central Park West und Sex and the City, die er alle produzierte und jeweils einige Drehbücher verfasste. Im Jahr 2008 fungierte er als Produzent des Kinofilms Sex and the City – Der Film, auch an Sex and the City 2 war er als solcher beteiligt. Weitere erfolgreiche Serien, die er entwickelte sind Younger, 90210 sowie Emily in Paris.

## Privates
Star wurde in Potomac als Sohn einer Schriftstellerin und eines Zahnarztes geboren. Dort besuchte er die Winston Churchill High School und anschließend die University of California in Los Angeles. Er lebt offen homosexuell in Los Angeles und New York City.

## Filmografie (Auswahl)
- 1988: Hilfe, ich bin ein Außerirdischer
- 1988: Dead Heat
- 1990–2000: Beverly Hills, 90210 (Fernsehserie)
- 1991: Teen Agent – Wenn Blicke töten könnten
- 1992–1999: Melrose Place (Fernsehserie)
- 1995–1996: Central Park West (Fernsehserie)
- 1998–2004: Sex and the City (Fernsehserie)
- 2000: The Street (Fernsehserie)
- 2000–2001: Starlets (Fernsehserie)
- 2003: Kate Fox & die Liebe
- 2005: Kitchen Confidential (Fernsehserie)
- 2006: Runaway (Fernsehserie)
- 2008: Cashmere Mafia (Fernsehserie)
- 2008: Sex And The City – Der Film
- 2008–2013: 90210 (Fernsehserie)
- 2010: Sex and the City 2
- 2012: GCB (Fernsehserie)
- 2015–2021: Younger (Fernsehserie)
- seit 2020: Emily in Paris (Fernsehserie)
- seit 2021: And Just Like That …(Fernsehserie)
- seit 2022: Uncoupled (Fernsehserie)

## Auszeichnungen
- 2001: Emmy für Sex and the City
- 2002: Outstanding Television Writer Award
- 2011: Goldene Himbeere für Sex and the City 2